# Guillaume Herman Joseph de Borchgrave d'Altena
Le comte Guillaume Herman Joseph de Borchgrave d'Altena, né le 7 juillet 1836 et mort le 2 octobre 1864, est un homme politique belge. 

## Biographie
Guillaume Herman Joseph de Borchgrave d'Altena est le fils de Guillaume de Borchgrave d'Altena.

## Mandats et fonctions
- Bourgmestre de Genoelselderen (1862-1864)
- Député par l'arrondissement de Tongres (1864)
- Membre du Conseil provincial de Limbourg (1864)

## Sources
- "Le Parlement belge 1831-1894", p. 107.
- C. De Borman, "Le Conseil provincial du Limbourg, 1836-1908", Hasselt, 1908, p. 94.